# GRINコート
GRINコート（グリンコート）は、薄膜の一種で、異なる2種の屈折率を持つ基体間に蒸着やスパッタリング等の手法を使って作られる、数十nmの厚さの連続的にある関数形にしたがって屈折率を変化させる特殊な反射防止膜のこと。通常の多層膜による反射防止膜がある特定の波長のみを対象とするのに対し、GRINコートは波長に依存しない反射防止膜である。